# Лидума, Мадара
Мада́ра Ли́дума (латыш. Madara Līduma; родилась 10 августа 1982, Гулбене, СССР) — латвийская биатлонистка. После сезона 2010/2011 завершила карьеру в связи с отсутствием должного финансирования со стороны национальной федерации биатлона.

## Спортивная карьера
В биатлоне с 1998 года. Выступала за национальную сборную с 2001 года. Участвовала как в зимнем, так и в летнем биатлоне.
На юниорском уровне лучшими результатами были шестое место в спринте на юниорском чемпионате мира 2003 года в Косцелиско и седьмое в спринте на чемпионате Европы среди юниоров 2003 года в Форни-Авольтри. На чемпионате мира среди юниоров по летнему биатлону 2000 года остановилась в шаге от медалей, заняв четвёртое место в эстафете.
Лучшее место на крупных взрослых состязаниях — десятое место на зимних Олимпийских играх 2006 года в Турине в индивидуальной гонке. На четвёртом этапе Кубка мира сезона 2007/2008 в немецком Рупольдинге заняла десятое место в составе эстафетной команды своей страны. Наилучшее положение в общем зачёте Кубка мира — 37-е место в сезоне 2005/2006.
На чемпионате мира по летнему биатлону в 2007 году заняла в составе эстафетной команды пятое место.
На чемпионате мира по биатлону 2008 лучший результат показала в спринте — 11-е место. В индивидуальной гонке заняла только 38-е место, однако чистым ходом проиграла победителю лишь чуть более полуминуты, что при безошибочной стрельбе позволило бы ей завоевать «серебро».
На зимних Олимпийских играх 2010 года в Ванкувере показала куда более скромные результаты чем в Турине. Так, самое высокое место заняла в гонке преследования — 38-е. В масс-старт ей отобраться не удалось.
На уровне Кубка IBU становилась призёром этапа, заняв третье место в спринте на этапе в Альтенберге в сезоне 2008/09.
На протяжении всей карьеры, ахиллесовой пятой Мадары была стрельба. При сравнительно неплохой скорости бега, у неё был катастрофически низкий процент попадания в положении стоя, в положении лежа стрельба латышки была куда лучше. Тем не менее, она всегда считалась безоговорочным лидером латышской женской сборной по биатлону, намного опережая своих подруг по команде.
После сезона 2010/2011 завершила карьеру в связи с отсутствием должного финансирования со стороны национальной федерации биатлона.

### Факты
- В Кубке мира дебютировала 13 января 2001 года в спринтерской гонке (проходившей в рамках 5-го этапа Кубка мира 2000—2001 в немецком Рупольдинге), показав 91-й результат (и 1-й из 2-х среди латвийских спортсменок).
- В тридцатку сильнейших (получают очки в зачёт Кубка мира) впервые попала 11 декабря 2004 года в спринтерской гонке в рамках 2-го этапа Кубка мира 2004—2005, что проходила в норвежском Хольменколлене, заняв в ней 25-е место.
- На Олимпийских играх 2006, в индивидуальной гонке, Мадара Лидума имела все шансы встать на высшую ступень пьедестала, но 4 промаха на рубежах позволили ей занять лишь 10-е место.

## Сводная статистика

### Сезоны кубка мира
| Сезон   | ОЗ   | ИГЗ  | СЗ   | ГПЗ  | МСЗ  |
| ------- | ---- | ---- | ---- | ---- | ---- |
| 2004/05 | 62-я | -    | 50-я | 68-я | -    |
| 2005/06 | 37-я | 26-я | 45-я | 33-я | 38-я |
| 2006/07 | 56-я | 31-я | 60-я | -    | 47-я |
| 2007/08 | 41-я | -    | 28-я | 42-я | 40-я |
| 2008/09 | 64-я | 43-я | 74-я | 59-я | -    |
| 2009/10 | 50-я | 56-я | 45-я | 50-я | -    |
| 2010/11 | 51-я | -    | 43-я | 47-я | -    |

### Лучшие гонки в кубке мира
| Дисциплина           | Место проведения        | Сезон   | Результат |
| -------------------- | ----------------------- | ------- | --------- |
| Индивидуальная гонка | Чезана-Сан-Сикарио (ОИ) | 2005/06 | 10-я      |
| Спринт               | Эстерсунд (ЧМ)          | 2007/08 | 11-я      |
| Гонка преследования  | Контиолахти             | 2005/06 | 15-я      |
| Масс-старт           | Чезана-Сан-Сикарио (ОИ) | 2005/06 | 20-я      |

### Эстафетные гонки за сборную
| Данные  | Данные         | Данные             | Данные             | Данные | Данные   | Данные    |
| Сезон   | Соревнование   | Дисциплина         | Место проведения   | Этап   | Стрельба | Результат |
| ------- | -------------- | ------------------ | ------------------ | ------ | -------- | --------- |
| 2004/05 | Чемпионат мира | Смешанная эстафета | Ханты-Мансийск     | 1-й    | 4+3      | 21-й      |
| 2005/06 | Кубок мира     | Эстафета           | Эстерсунд          | 2-й    | 6+3      | 19-й      |
| 2005/06 | Кубок мира     | Эстафета           | Хохфильцен         | 2-й    | 4+2      | НФ        |
| 2005/06 | Кубок мира     | Эстафета           | Оберхоф            | 1-й    | 3+3      | 16-й      |
| 2005/06 | Кубок мира     | Эстафета           | Рупольдинг         | 1-й    | 4+0      | 18-й      |
| 2005/06 | Олимпиада      | Эстафета           | Чезана-Сан-Сикарио | 1-й    | 3+0      | 18-й      |
| 2006/07 | Чемпионат мира | Смешанная эстафета | Разун-Антерсельва  | 1-й    | 3+3      | 17-й      |
| 2007/08 | Кубок мира     | Эстафета           | Хохфильцен         | 1-й    | 3+0      | 17-й      |
| 2007/08 | Кубок мира     | Эстафета           | Поклюка            | 1-й    | 4+0      | 16-й      |
| 2007/08 | Кубок мира     | Эстафета           | Оберхоф            | 1-й    | 6+1      | 10-й      |
| 2007/08 | Чемпионат мира | Эстафета           | Эстерсунд          | 2-й    | 0+0      | 20-й      |
| 2008/09 | Кубок мира     | Эстафета           | Хохфильцен         | 4-й    | 6+3      | 18-й      |
| 2008/09 | Кубок мира     | Эстафета           | Хохфильцен         | 2-й    | 3+1      | 15-й      |
| 2008/09 | Кубок мира     | Эстафета           | Рупольдинг         | 2-й    | 3+1      | 16-й      |
| 2008/09 | Чемпионат мира | Эстафета           | Пхёнчхан           | 4-й    | 6+4      | 20-й      |
| 2009/10 | Кубок мира     | Эстафета           | Эстерсунд          | 4-й    | 6+5      | 18-й      |
| 2009/10 | Кубок мира     | Эстафета           | Хохфильцен         | 4-й    | 3+2      | 18-й      |
| 2009/10 | Кубок мира     | Эстафета           | Оберхоф            | 2-й    | 1+0      | 12-й      |
| 2009/10 | Кубок мира     | Эстафета           | Рупольдинг         | 2-й    | 1+0      | 15-й      |
| 2009/10 | Олимпиада      | Эстафета           | Ванкувер           | 2-й    | 2+0      | 19-й      |
| 2010/11 | Чемпионат мира | Смешанная эстафета | Ханты-Мансийск     | 1-й    | 3+1      | -         |

### Выступления на чемпионатах мира и Олимпиадах
| Сезон | ИГ   | СГ   | ГП   | МС   | КЭ   | СЭ   |
| ----- | ---- | ---- | ---- | ---- | ---- | ---- |
| 2003  | 48-я | 56-я | 48-я | -    | -    | -    |
| 2004  | 60-я | 77-я | -    | -    | -    | -    |
| 2005  | 65-я | 15-я | 29-я | -    | -    | 21-я |
| 2006  | 10-я | 28-я | 20-я | 20-я | 18-я | -    |
| 2007  | 15-я | 27-я | 48-я | 27-я | -    | 17-я |
| 2008  | 38-я | 11-я | 17-я | 20-я | 20-я | -    |
| 2009  | 31-я | 72-я | -    | -    | 20-я | -    |
| 2010  | 67-я | 57-я | 38-я | -    | 19-я | -    |
| 2011  | -    | 73-я | -    | -    | -    | 18-я |